# Ministeri de Situacions d'Emergència del Kirguizstan
El Ministeri de Situacions d'Emergència del Kirguizstan (o simplement el Ministeri d'Emergència, en kirguís: Кыргыз Республикасынын Өзгөчө кырдаалдар министрлиги, en rus: Министерство по чрезвычайным ситуациям Кыргызстана) és un ministeri especial del Kirguizstan dedicat a la resposta a catàstrofes naturals com terratrèmols o esllavissades i a accidents greus. L'actual ministre d'emergències és Azhikeev Boobek.

## Història
El 1r de juliol de 1991 el Consell de Ministres de la República Socialista Soviètica del Kirguizstan va crear la Comissió Estatal per a Situacions d'Emergència de la República basant-se en la resolució del Consell de Ministres de l'URSS d'establir un sistema estatal totalment sindicalitzat per a la prevenció de situacions d'emergència i la resposta d'emergència. El 6 de gener de 1992 la Comissió Estatal per a Situacions d'Emergència es va reorganitzar en l'actual Ministeri de Situacions d'Emergència del Kirguizstan. Entre 1999 i 2005, durant el procés de reforma de la policia en el Ministeri de l'Interior, el Servei Estatal de Bombers va ser transferit al comandament del Ministeri de Situacions d'Emergència. El 6 d'octubre de 2008 el Ministeri després del terratrèmol de 2008 al Kirguizstan va col·laborar amb l'administració local i la Societat Nacional per supervisar els fets i va posar en marxa els mecanismes de resposta.

## Cooperació
Des de 2011, el Ministeri de Situacions d'Emergència ha estat cooperant amb l'Organització Internacional de Protecció Civil (en anglès: International Civil Defence Organisation o ICDO). A l'abril de 2015, el ministre Boronov va ser elegit com a vicepresident de la ICDO. L'agost de 2018, el ministeri va rebre 22 nous vehicles del govern japonès, la qual cosa va permetre als serveis de rescat prestar assistència d'alt nivell a temps.

## Llista de ministres
Els últims ministres foren Kubatbek Boronov (24 de desembre de 2011-20 d'abril de 2018), Nurbolot Mirzahmedov (20 d'abril de 2018-23 de gener de 2020), Zamirbek Askarov (6 de febrer a 15 d'octubre de 2020) i Boobek Ajikeev (des del 14 d'octubre de 2020).